# Dent de Mindif
Dent de Mindif är ett berg i Kamerun.   Det ligger i regionen Nordligaste regionen, i den norra delen av landet, 800 km norr om huvudstaden Yaoundé. Toppen på Dent de Mindif är 769 meter över havet, eller 362 meter över den omgivande terrängen. Bredden vid basen är 7,8 km.
Terrängen runt Dent de Mindif är huvudsakligen platt. Dent de Mindif är den högsta punkten i trakten. Trakten runt Dent de Mindif är ganska tätbefolkad, med 96 invånare per kvadratkilometer. Närmaste större samhälle är Mindif, 0,72 km sydost om Dent de Mindif. Trakten runt Dent de Mindif är i huvudsak ett öppet busklandskap.